# Caicos-Inseln
Die Caicos-Inseln (englisch Caicos Islands) sind eine Inselgruppe im Atlantischen Ozean etwa 200 Kilometer nördlich der Insel Hispaniola. Zusammen mit den knapp 40 Kilometer südöstlich liegenden Turks-Inseln bilden sie das Britische Überseegebiet der Turks- und Caicosinseln.
Zur Inselgruppe gehören über 30 Inseln, zu den bekannten gehören die Hauptinsel Providenciales sowie West Caicos, North Caicos, Middle Caicos, East Caicos und South Caicos.

## Inseln
Diese unvollständige Liste enthält eine Auswahl der Caicos-Inseln (vorsortiert von West nach Ost):
| Inselname            | Anmerkung       | Koordinaten           | Fläche km² (ca.) | Einwohner 2012 |
| -------------------- | --------------- | --------------------- | ---------------- | -------------- |
| West Caicos          |                 | 21° 40′ N, 072° 27′ W | 23,3             | –              |
| Providenciales       |                 | 21° 47′ N, 072° 17′ W | 98               | 23.769 a)      |
| Mangrove Cay         |                 | 21° 49′ N, 072° 09′ W | …                | –              |
| Little Water Cay     | Iguana Island   | 21° 50′ N, 072° 09′ W | …                | –              |
| Donna Cay            |                 | 21° 50′ N, 072° 08′ W | …                | –              |
| Water Cay            |                 | 21° 51′ N, 072° 07′ W | 2,5              | –              |
| Pine Cay             |                 | 21° 53′ N, 072° 06′ W | 2,8              | *)             |
| Stubbs Cay           |                 | 21° 53′ N, 072° 05′ W | 0,37             | –              |
| Fort George Cay      |                 | 21° 54′ N, 072° 05′ W | 0,3              | –              |
| Dellis Cay           |                 | 21° 54′ N, 072° 04′ W | 2,3              | –              |
| Parrot Cay           |                 | 21° 55′ N, 072° 04′ W | 10               | 131            |
| North Caicos         |                 | 21° 53′ N, 071° 57′ W | 116,1            | 1.312          |
| Middle Caicos        |                 | 21° 47′ N, 071° 44′ W | 135,9            | 168            |
| Bay Cay              |                 | 21° 56′ N, 071° 53′ W | …                | –              |
| East Bay Cay         |                 | 21° 53′ N, 071° 53′ W | …                | –              |
| Conch Cay (Nord)     |                 | 21° 51′ N, 071° 52′ W | …                | –              |
| Highas Cay           |                 | 21° 52′ N, 071° 51′ W | …                | –              |
| East Caicos          |                 | 21° 42′ N, 071° 30′ W | 90               | –              |
| South Caicos         |                 | 21° 31′ N, 071° 31′ W | 24,1             | 1.139 b)       |
| Long Cay             |                 | 21° 28′ N, 071° 34′ W | 0,9              | –              |
| Middleton Cay        |                 | 21° 29′ N, 071° 35′ W | …                | –              |
| Conch Cay (Süd)      |                 | 21° 28′ N, 071° 35′ W | …                | –              |
| Little Ambergris Cay |                 | 21° 18′ N, 071° 41′ W | 6,6              | –              |
| Big Ambergris Cay    |                 | 21° 18′ N, 071° 38′ W | 4,3              | *)             |
| Breaker Rock         |                 | 21° 14′ N, 071° 37′ W | 0,006            | –              |
| Bush Cay             |                 | 21° 12′ N, 071° 38′ W | 0,08             | –              |
| Shot Cay             |                 | 21° 11′ N, 071° 42′ W | 0,013            | –              |
| Indian Cay           |                 | 21° 11′ N, 071° 47′ W | 0,05             | –              |
| White Cay            |                 | 21° 11′ N, 071° 48′ W | 0,04             | –              |
| West Sand Spit       | fast überflutet | 21° 24′ N, 072° 08′ W | …                | –              |
| French Cay           |                 | 21° 30′ N, 072° 12′ W | 0,089            | –              |

Die Inseln bzw. Cays im Südosten der Caicos Bank, von Bush Cay bis White Cay, sind Teil des Naturschutzgebietes Seal Cays Wildlife Sanctuary.